# Garra (género)
Garra es un género de peces actinopterigios de la familia Cyprinidae. Este género incluye peces conocidos en acuariofilia como "chupa-algas" y "limpiafondos". La especie Garra rufa, utilizada para el tratamiento de la psoriasis, ha sido popularizada en los balnearios de muchos países.
El género fue establecido por Francis Buchanan-Hamilton en 1822 como un subgénero de Cyprinus (que en ese momento era un taxón cajón de sastre que englobaba a varios ciprínidos). Hamilton no designó una especie tipo, pero como no fueron identificadas otras especies excepto la propiamente descrita por Hamilton en 1822 (Garra lamta), ésta fue designada como especie tipo por Pieter Bleeker in 1863. Las especies de este género y sus parientes cercanos son asignadas en ocasiones a la subfamilia Garrinae, pero más a menudo este género se incluye en Labeoninae, o directamente en Cyprininae. Antiguamente, el género fue colocado en la tribu Garrini, dentro de Labeoninae, pero actualmente se les ubica en la subtribu Garraina de la tribu Labeonini. El género Discogobio es un pariente cercano.

## Descripción y ecología
Las especies del género Garra son ciprínidos de forma alargada, vientre plano y boca succionadora. Su forma es un indicativo de su tendencia reófila (prefieren como hábitat los cursos rápidos de agua). Es posible distinguirlos de otros ciprínidos por las siguientes características: Como sus parientes cercanos, su labio inferior se encuentra expandido en el borde posterior formando una boca succionadora acolchada y de forma redonda u ovalada. El órgano vómeropalatino se encuentra mucho más reducido o se ha perdido completamente. La aleta pectoral presenta sus dos primeras espinas alargadas y no ramificadas. El supraetmoidal es más ancho que largo, observado desde arriba, y el cleithrum es estrecho y alargado.
El género Garra puede ser distinguido de los otros miembros de la tribu Garrini por: dientes faríngeos agrupados en tres filas (por ejemplo: 2,4,5–5,4,2), la aleta dorsal tiene 10-11 rayos y empieza ligeramente antes de las aletas pélvicas, mientras que la aleta anal comienza bastante por detrás de las aletas pélvicas y tiene de 8 a 9 rayos. Las últimas investigaciones revelan que las especies de este género tienen un cariotipo diploide de 2n = 50.
Los ejemplares del género Garra no presentan un notable dimorfismo sexual, habitualmente presentan una coloración críptica y son bentónicos y de agua dulce. Son omnívoros, comiendo algas, plancton y pequeños invertebrados que succionan del sustrato, rocas y troncos. La comida es despedazada con los bordes afilados y queratinizados de sus mandíbulas. Es ingerida por medio de succión, cuyo impulso es generado mediante la contracción y relajación de la bucofaringe. Como es habitual en los Cypriniformes, las especies de este género carecen completamente de estómago, y su esófago está conectado directamente con el esfínter del intestino. Las especies de Garra comen animales y vegetales en diferentes proporciones, que pueden ser estimadas – como en los vertebrados – por la longitud relativa de sus intestinos según la especie, teniendo muchas de las especies herbívoras intestinos de mayor longitud. La longitud del intestino en este género es considerablemente constante dentro de los especímenes de una misma especie, pero ampliamente variable entre las diferentes especies, siendo un método útil para distinguirlas y revelando que los cambios alimenticios han jugado un papel importante en la evolución de las diferentes especies de este género.

## Reproducción
Cuando las hembras están listas para el desove se hinchan notablemente, pudiendo los huevos maduros llegar a llenar casi cuatro quintas partes de su cuerpo. Los testículos de los machos reproductores también son notablemente grandes. El tamaño promedio de los huevos es de 1,77 mm de diámetro, pudiendo contener una única freza de varios cientos a un millar de huevos, según el tamaño de la hembra. El comportamiento reproductivo es poco conocido y la reproducción no suele ser alcanzada en cautividad. Presumiblemente, como muchos de sus parientes, las especies de este género migran a la parte superior de los ríos para desovar.

## Especies
Alrededor de 95 especies son aceptadas como pertenecientes al género Garra desde el año 2009. Entre dos y tres nuevas especies son descritas al año desde entonces.

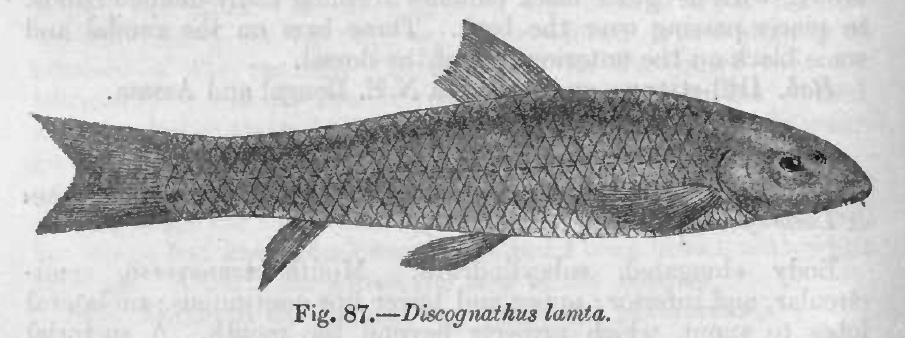
Ilustración de Garra lamta

- Garra aethiopica (Pellegrin, 1927)
- Garra allostoma Roberts, 1990
- Garra annandalei Hora, 1921
- Garra apogon (Norman, 1925)
- Garra arupi Nebeshwar, Vishwanath & Das, 2009
- Garra barreimiae Fowler & Steinitz, 1956
  - Garra barreimiae barreimiae Fowler & Steinitz, 1956
- Garra bibarbatus (Nguyen, 2001)
- Garra bicornuta Narayan Rao, 1920
- Garra bispinosa Zhang, 2005
- Garra blanfordii (Boulenger, 1901)
- Garra borneensis (Vaillant, 1902)
- Garra bourreti (Pellegrin, 1928)
- Garra buettikeri Krupp, 1983
- Garra cambodgiensis (Tirant, 1883)
- Garra caudofasciata (Pellegrin & Chevey, 1936)
- Garra ceylonensis Bleeker, 1863
- Garra compressus Kosygin & Vishwanath, 1998
- Garra congoensis Poll, 1959
- Garra cryptonemus (Cui & Li, 1984)
- Garra cyclostomata Mai, 1978
- Garra cyrano Kottelat, 2000
- Garra dembecha Getahun & Stiassny, 2007
- Garra dembeensis (Rüppell, 1835)
- Garra dunsirei Banister, 1987
- Garra duobarbis Getahun & Stiassny, 2007
- Garra elongata Vishwanath & Kosygin, 2000
- Garra ethelwynnae Menon, 1958
- Garra fasciacauda Fowler, 1937
- Garra findolabium Li, Zhou & Fu, 2008
- Garra fisheri (Fowler, 1937)
- Garra flavatra Kullander & Fang, 2004
- Garra fuliginosa Fowler, 1934
- Garra geba Getahun & Stiassny, 2007
- Garra ghorensis Krupp, 1982
- Garra gotyla Shrestha, 1978
  - Garra gotyla gotyla (Gray, 1830)
- Garra gracilis (Pellegrin & Chevey, 1936)
- Garra gravelyi (Annandale, 1919)
- Garra hainanensis Chen & Zheng, 1983
- Garra hughi Silas, 1955
- Garra ignestii (Gianferrari, 1925)
- Garra imbarbatus (Nguyen, 2001)
- Garra imberba Garman, 1912
- Garra imberbis (Vinciguerra, 1890)
- Garra kalakadensis Rema Devi, 1993
- Garra kempi Hora, 1921
- Garra laichowensis Nguyen & Doan, 1969
- Garra lamta (Hamilton, 1822)
- Garra lancrenonensis Blache & Miton, 1960
- Garra lissorhynchus (McClelland, 1842)
- Garra litanensis Vishwanath, 1993
- Garra longipinnis Banister & Clarke, 1977
- Garra makiensis (Boulenger, 1904)
- Garra mamshuqa Krupp, 1983
- Garra manipurensis Vishwanath & Sarjnalini, 1988
- Garra mcclellandi (Jerdon, 1849)
- Garra menoni Rema Devi & Indra, 1984
- Garra micropulvinus Zhou, Pan & Kottelat, 2005
- Garra mirofrontis Chu & Cui, 1987
- Garra mullya (Sykes, 1839)
- Garra naganensis Hora, 1921
- Garra nambulica Vishwanath & Joyshree, 2005
- Garra nasuta (McClelland, 1838)
- Garra nigricollis Kullander & Fang, 2004
- Garra notata (Blyth, 1860)
- Garra nujiangensis Chen, Zhao & Yang, 2009
- Garra orientalis Nichols, 1925
- Garra ornata (Nichols & Griscom, 1917)
- Garra paralissorhynchus Vishwanath & Shanta Devi, 2005
- Garra periyarensis Gopi, 2001
- Garra panitvongi Tangjitjaroen, Randall, Tongnunui, Boyd & Page, 2023
- Garra persica Berg, 1914
- Garra phillipsi Deraniyagala, 1933
- Garra poecilura Kullander & Fang, 2004
- Garra poilanei Petit & Tchang, 1933
- Garra propulvinus Kullander & Fang, 2004
- Garra qiaojiensis Wu & Yao, 1977
- Garra quadrimaculata (Rüppell, 1835)
- Garra rakhinica Kullander & Fang, 2004
- Garra regressus Getahun & Stiassny, 2007
- Garra robustus (Zhang, He & Chen, 2002)
- Garra rossica (Nikolskii, 1900)
- Garra rotundinasus Zhang, 2006
- Garra rufa (Heckel, 1843)
- Garra rupecula (McClelland, 1839)
- Garra sahilia Krupp, 1983
  - Garra sahilia sahilia Krupp, 1983
- Garra salweenica Hora & Mukerji, 1934
- Garra smarti Krupp & Budd, 2009
- Garra spilota Kullander & Fang, 2004
- Garra surendranathanii Shaji, Arun & Easa, 1996
- Garra tana Getahun & Stiassny, 2007
- Garra tengchongensis Zhang & Chen, 2002
- Garra theunensis Kottelat, 1998
- Garra tibanica Trewavas, 1941
- Garra trewavasai Monod, 1950
- Garra typhlops (Bruun & E. W. Kaiser, 1944)
- Garra variabilis (Heckel, 1843)
- Garra vittatula Kullander & Fang, 2004
- Garra wanae (Regan, 1914)
- Garra waterloti (Pellegrin, 1935)
- Garra yiliangensis Wu & Chen, 1977